# 中編映画
中編映画（ちゅうへんえいが）とは、長編映画より短く短編映画より長い映画を指す言葉。国際的な定義はなく、国や文化圏によって様々である。

## 用語
ロマンス諸語の地域では、フランス語: moyen métrage、イタリア語: mediometraggio、スペイン語: mediometrajeのように長さが中間的であるという意味の用語で認識されている。英語圏やドイツ語圏ではこうした用語は珍しいものであるが、アメリカ合衆国では同様のジャンルを「小さな長編映画」という意味でfeaturetteと呼ぶことがある。

## 定義
国際的な定義は存在しないが、おおむね30分から1時間程度のものを指していることが多い。
フランス
フランスの政府機関である国立映画映像センター(CNC)は、法令に基づきおよそ59分以下の作品を短編、それ以上を長編と位置づけており、公式な中編映画の定義はない。しかし中編映画の祭典ブリーヴ映画祭では、30分以上60分未満のものをmoyen métrageとしている。
イタリア
イタリアでは30分から40分または45分程度のものと考えられている。
ブラジル
ブラジルの映画助成制度では15分から60分のものをmédia metragemとしている。
アメリカ合衆国
通常3～4リール、上映時間にして約22～43分の映画のことをfeaturetteと呼ぶ。

## 映画祭
中編映画を専門に扱う映画祭としては以下のようなものが著名である。
- ブリーヴ映画祭（フランス語版）
- La Cabina （バレンシア）